# Южный (остров, Новая Зеландия)
Южный остров (англ. South Island, маори Te Waipounamu) — больший из двух крупнейших островов Новой Зеландии, но менее населённый, чем Северный остров. Острова разделены проливом Кука, западный берег омывается Тасмановым морем, восточный и южный Тихим океаном. Площадь Южного острова составляет 150 437 км², что делает его 12-м в мире по величине. На острове господствует умеренный климат.
По площади Южный остров превосходит Северный на 32 процента, но проживает на нём только 23 процента населения Новой Зеландии. На ранних этапах европейской колонизации бо́льшая часть европейского населения попадала на Южный остров, главным образом, из-за начавшейся в 1860-е годы «золотой лихорадки». Население Северного острова превысило население Южного в начале XX века, и на протяжении всего столетия имела место внутренняя миграция на Север.

## Этимология

Южный остров по отношению к Северному (включает остров Стьюарт и более мелкие близлежащие острова)

На картах XIX века остров именовали как остров Средний или Новый Мюнстер, в то время как название Южный остров использовалось для современного Стьюарта. В 1907 году было издано официальное сообщение правительства об отказе от использования названия Средний остров.
Хотя остров был известен как Южный в течение многих лет, в 2009 году Совет по географическим названиям Новой Зеландии сообщил, что Южный остров до сих пор не имел официального названия. После консультаций с общественностью комиссия официально утвердила современное наименование South Island (Южный остров), или Te Waipounamu, в октябре 2013 года.

## История

Наскальный рисунок углём

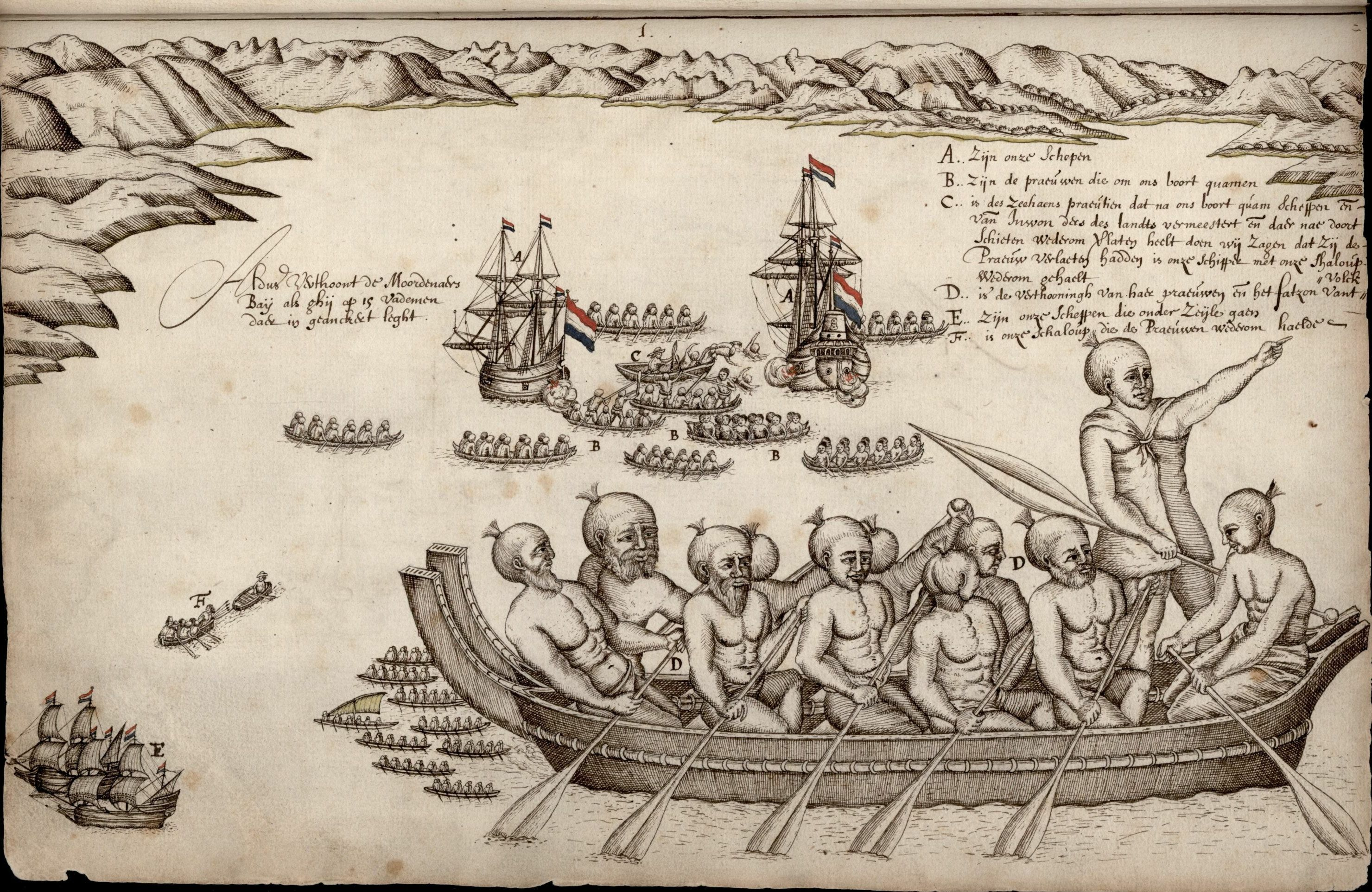
Изображение встречи экипажа Абеля Тасмана с маори в Голден-Бей, 1642.

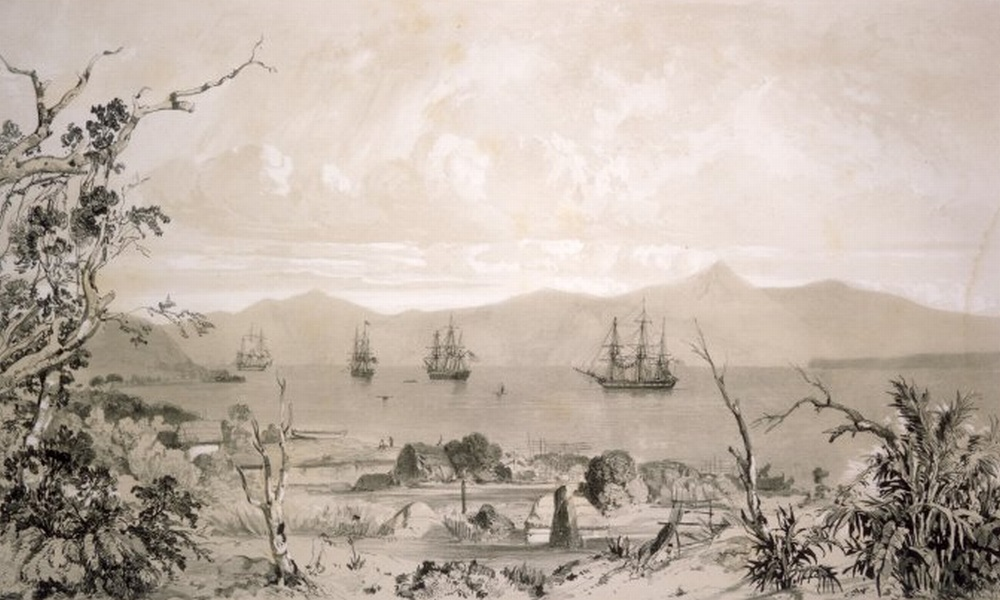
Корабли в гавани Акароа, начало XIX века

### Появление человека
Рисунки углём можно встретить в известняковых пещерах центральной части Южного острова. Известно более чем 500 рисунков на территории, простирающейся от Каикоура до Северного Отаго. Их возраст оценивается от 500 до 800 лет. Они изображают животных, людей и фантастических существ, возможно, стилизованных рептилий. Некоторые из птиц на изображениях уже давно вымерли, в том числе моа и орлы Хааста. К моменту прибытия европейцев местные маори не знали о происхождении рисунков.

### Появление европейцев
Первыми из европейцев достиг Южного острова экипаж голландского исследователя Абеля Тасмана. В декабре 1642 года Тасман бросил якорь у северной оконечности острова в заливе Голден Бэй, который он назвал Заливом убийц (Murderers Bay) после столкновения с маори. Он изобразил на карте участки западного побережья двух главных островов. Тасман назвал их Staten Landt в честь Генеральных Штатов Нидерландов, и это имя появилось на первых картах страны. Голландские картографы изменили название на Nova Zeelandia в честь голландской провинции Зеландии. Это название впоследствии было англизировано как New Zealand британским капитаном Куком, который побывал на островах более чем через 100 лет после Тасмана (1769—1770).
Первое европейское поселение на Южном острове было основано в 1823 году Джеймсом Спенсером, ветераном битвы при Ватерлоо.
В январе 1827 французский исследователь Жюль Дюмон-Дюрвиль прибыл в залив Тасман на корвете Астролябия. Ряд географических названий вокруг Тасманова залива были даны Дюрвилем и его экипажем, в том числе остров д’Юрвиль, пролив Френч-Пасс.

### Европейские поселения
Когда Великобритания аннексировала Новую Зеландию в 1840 году, Южный остров ненадолго вошёл в состав колонии Новый Южный Уэльс. Эта аннексия была ответом на попытки Франции основать колонию на Южном острове в Акароа и Новозеландской компании в Веллингтоне, и поэтому генерал-губернатор Уильям Хобсон провозгласил британский суверенитет над всей Новой Зеландией 21 мая 1840.
17 июня 1843 аборигены маори и британские поселенцы столкнулись в долине Уаирау, событие известно как инцидент в Уаирау. Это было первое серьёзное столкновение между сторонами после подписания договора Вайтанги и единственное, произошедшее на юге острова. Четыре маори погибли и трое были ранены в инциденте, в то время как среди европейцев погибло 22 человека и пятеро ранены.
Поселение Отаго, организованное Свободной Церковью Шотландии, начало формироваться в марте 1848 года с приходом двух первых иммигрантских кораблей из Гринока — John Wickliffe и Philip Laing. Капитан Уильям Каргилл, ветеран Пиренейской войны, стал первым лидером колонии.
В то время как на Северном острове шли Новозеландские земельные войны 1860-х и 1870-х годов, на Южном острове, где было мало поселений маори, обстановка была более мирной. В 1861 году в местечке Габриэлз Галли в Центральном Отаго обнаружились месторождения золота, что вызвало золотую лихорадку. Данидин стал самым богатым городом в стране, и многие жители возмущались необходимостью финансирования войн Северного острова. В 1865 году в парламенте шло обсуждение независимости Южного острова. Инициатива потерпела поражение, получив поддержку 17 голосов из 31.
В 1860-х годах несколько тысяч китайцев, в основном из провинции Гуандун, переселились в Новую Зеландию, чтобы работать на золотых приисках Южного острова. Хотя первые китайские мигранты были приглашены правительством провинции Отаго, вскоре были приняты специальные законы, чтобы ограничить миграцию из Азии.

### Землетрясения 2010—2011

#### Сентябрь 2010
Землетрясение с магнитудой 7,1 произошло на Южном острове Новой Зеландии в субботу в 04:35 утра по местному времени, 4 сентября 2010 (16:35 по Гринвичу, 3 сентября 2010). Землетрясение произошло на глубине 10 км, никто не погиб.
Эпицентр располагался в 40 километрах к западу от Крайстчерча; 10 км к юго-востоку от Дарфилда

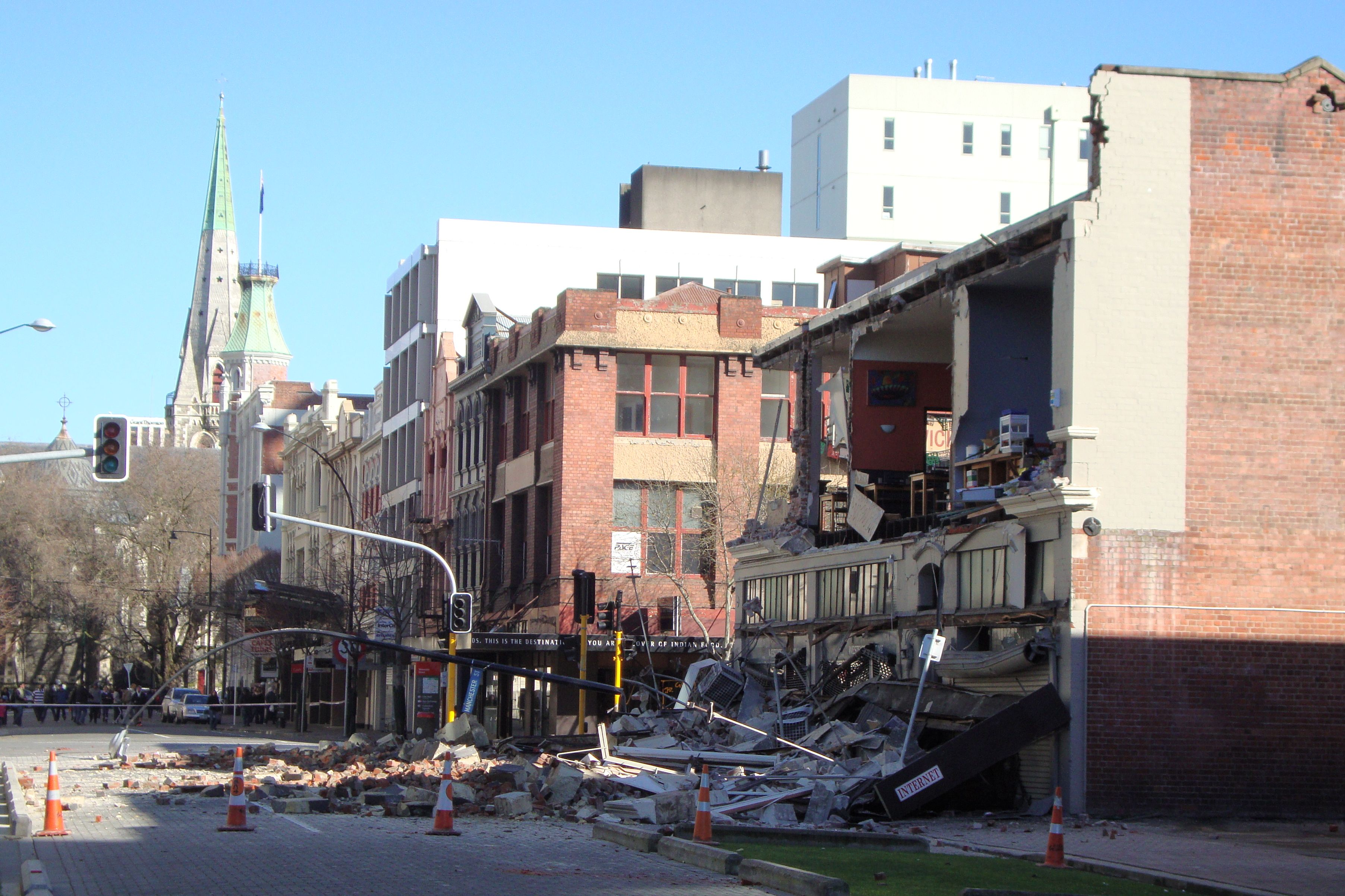
Повреждения здания в Вустер-Стрит, на углу Манчестер-Стрит, с Кафедральный собор Крайстчерч на заднем плане. (Сентябрь 2010 г.)

Канализации были повреждены, газо-и водопроводные линии были сломаны, до 75 % города было обесточено. Среди объектов, пострадавших от недостатка электроэнергии был госпиталь Крайстчерч, который был вынужден использовать резервные генераторы сразу после землетрясения.
Аэропорт Крайстчерч был закрыт после землетрясения, все рейсы отменены. Он был вновь открыт в 1:30 вечера после осмотра основной взлётно-посадочной полосы.
Землетрясения, как сообщается, нанесли огромный ущерб и привели к перебоям в подаче электроэнергии. 63 афтершока также были зафиксированы в первые 48 часов после землетрясения. Общая страховая стоимость этого стихийного бедствия, по оценкам Казначейства Новой Зеландии, достигает $11 млрд.

#### Февраль 2011
Мощный афтершок магнитудой 6,3 произошёл 22 февраля 2011 года. Эпицентр располагался в 10 километрах к юго-востоку от Крайстчерча, на глубине 5 км.
Хотя магнитуда в этот раз уступала землетрясению 2010 года, это землетрясение было признано одним из сильнейших из когда-либо зарегистрированных в мире в населённом городском районе из-за малой глубины и близости от эпицентра. Предварительные оценки показали, что около трети зданий в центральном деловом районе должны быть снесены.
В отличие от событий сентября 2010 года, землетрясение в феврале 2011 года произошло в оживлённый будний день. Это, наряду с близостью к центру города, привело к гибели 181 человека.
Впервые в истории Новой Зеландии было введено общенациональное чрезвычайное положение. Многие здания города были серьёзно повреждены, в том числе знаменитый Собор Крайстчерча.

#### Июнь 2011
13 июня 2011 года примерно в 1:00 по новозеландскому времени, Крайстчерч сотрясает землетрясение магнитудой 5,7, землетрясения магнитудой 6,3 (по изначальным сведениям 6,0) в 2:20 вечера, с эпицентром в том же месте, что и февральское землетрясение. Несколько десятков подземных толчков произошло в последующие дни, в том числе несколько магнитудой более 4.
Телефонные линии и энергоснабжение были разрушены в некоторых пригородах.
После землетрясения была зарегистрирована только одна смерть, однако было много пострадавших.

## География

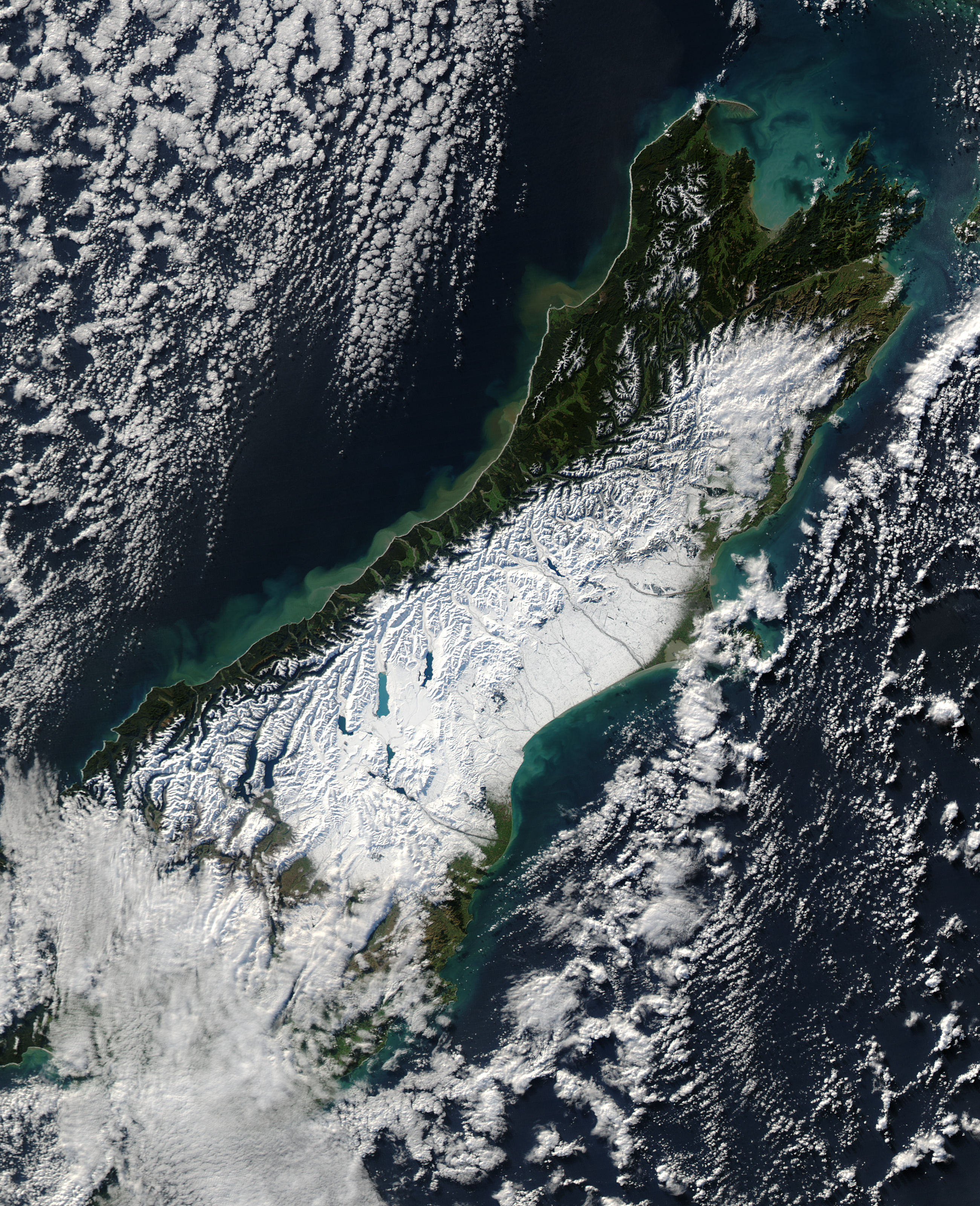
Фото Южного острова

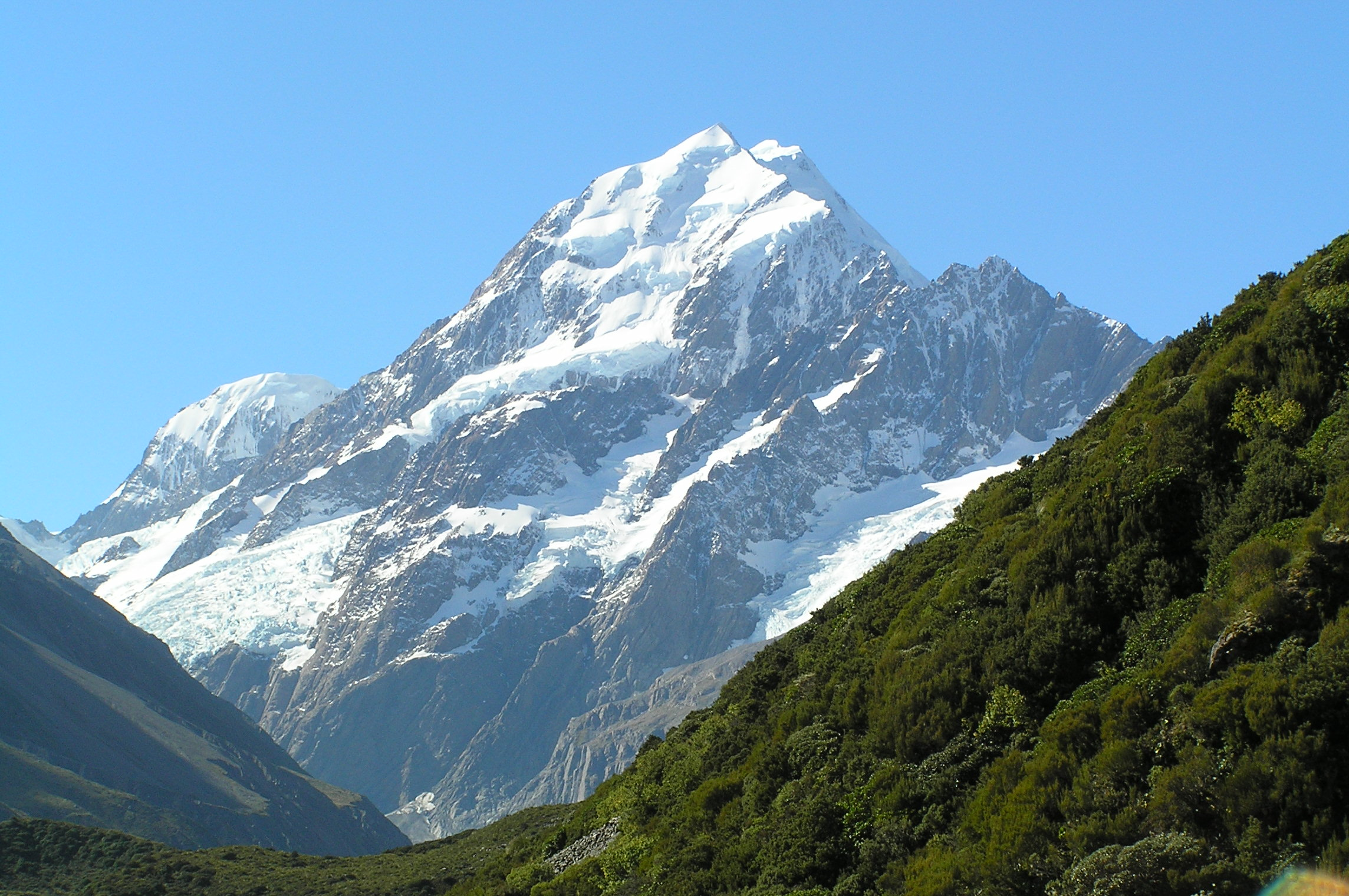
Гора Кука — самая высокая вершина Новой Зеландии

Южный остров, площадью 150 437 км², является крупнейшим массивом суши Новой Зеландии; он является 12-м по величине островом в мире. Он разделён в меридиональном направлении Южными Альпами, самой высокой вершиной которых является Аораки / Маунт-Кук высотой 3724 метров. Восемнадцать вершин высотой более 3000 метров (9800 футов) находятся на Южном острове. На острове имеется ряд примечательных пещер. Восточную часть острова занимает Кентерберийская равнина. Пейзажи Южного острова сделали его идеальным местом для создания некоторых фильмов, в том числе и Властелин колец и Хроники Нарнии: Лев, колдунья и волшебный шкаф. Остров расположен на тех же широтах. что и Тасмания и Патагония в Южной Америке.

### Климат
На острове климат в основном умеренный. Средняя температура на Южном острове составляет 8 °С. Январь и февраль — самые тёплые месяцы, а июль — самый холодный.
Климатические условия резко различаются по регионам от очень влажного на западном побережье до полузасушливого во внутренних областях Кентербери. Крайстчерч является самым сухим городом, получив около 640 мм осадков в год, в то время как Инверкаргилл является самым влажным, получая около 1150 мм.

## Политическое устройство

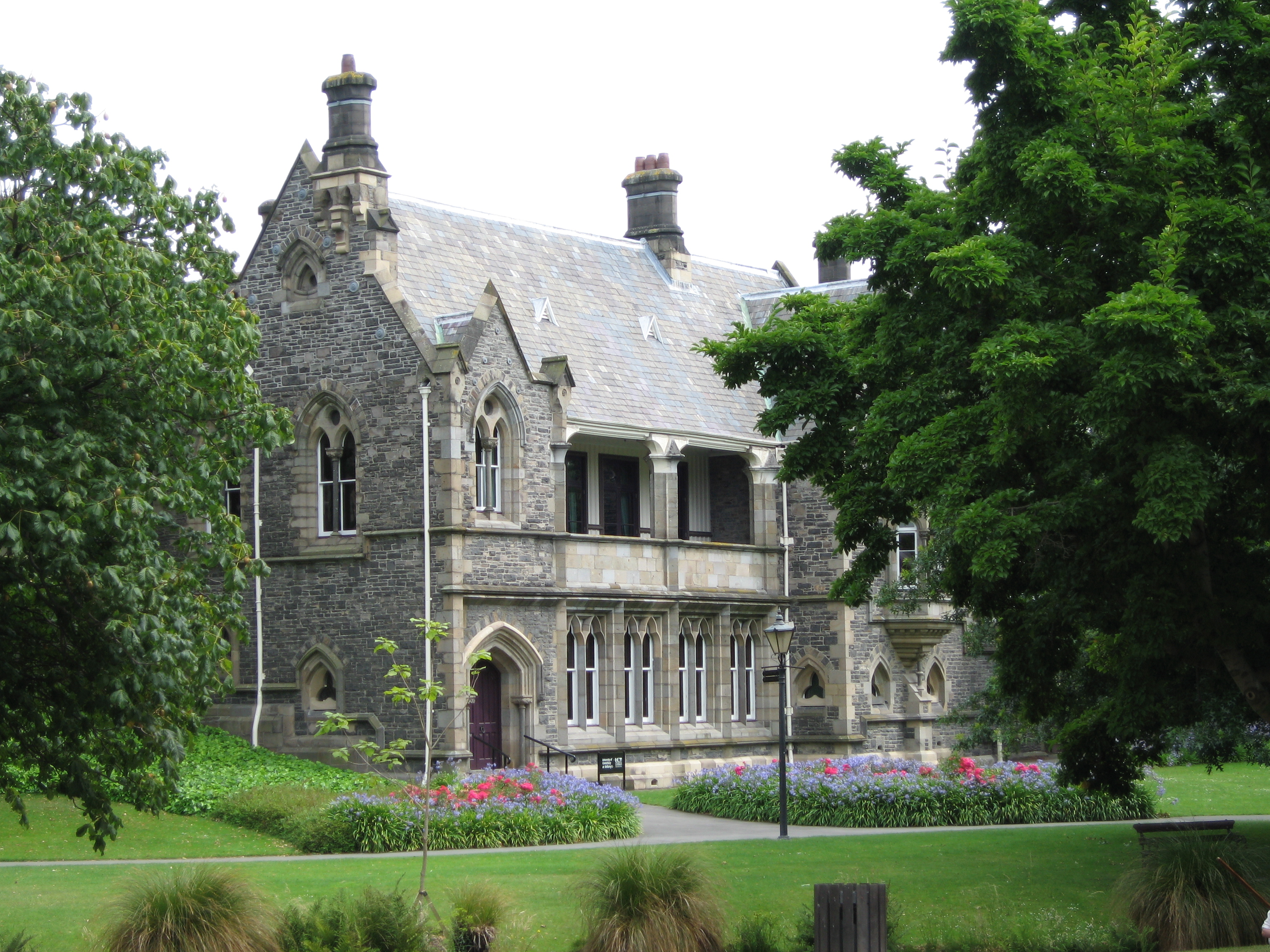
Здания провинциального совета Кентербери в Крайстчерче, спроектированные Бенджамином Маунтфортом.

Двухуровневая структура, учреждённая в рамках закона «О местном самоуправлении» 2002 года учреждает на Южном острове (и соседних островах) семь региональных советов по управлению региональными экологическими и транспортными вопросами, и 25 территориальных администраций, которые осуществляют строительство дорог, канализации, выдачу разрешений на строительство и другие вопросы. Четыре территориальных совета (один город и три района) также выполняет функции регионального совета и известны как унитарные органы.

### Административное деление

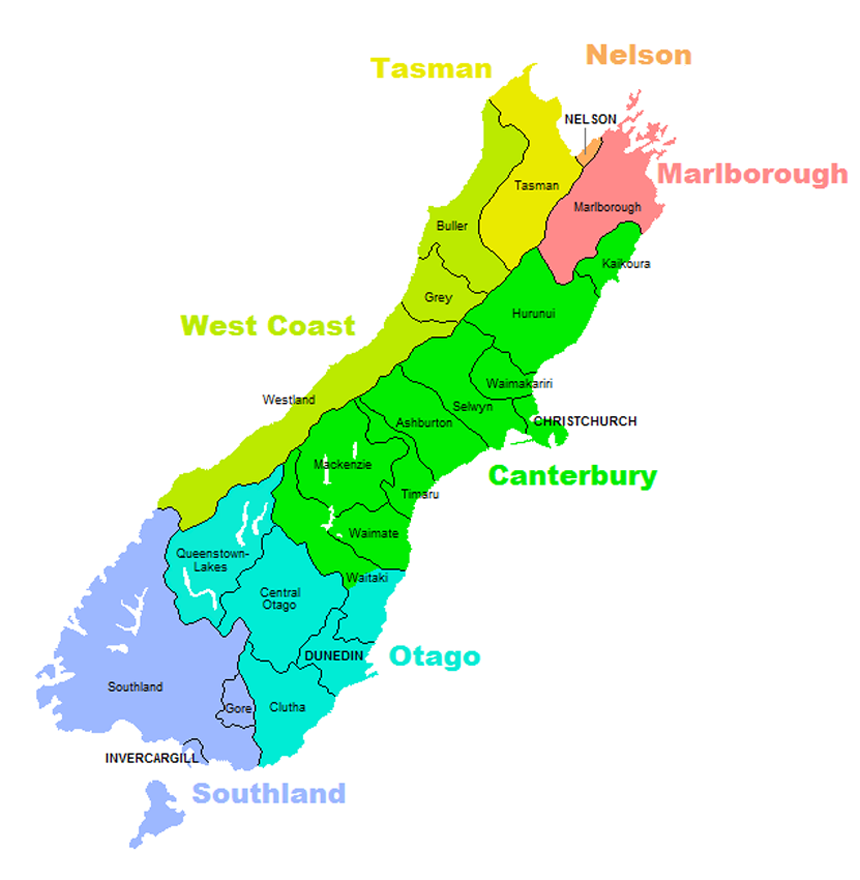
Административное деление Южного острова

Есть 23 территориальных управления в пределах Южного острова: 4 городских совета и 19 районных советов.

### Урбанизация
На Южном острове есть 14 городов с населением более 10 тысяч:
| название     | Население (Июнь 2018 года) |
| ------------ | -------------------------- |
| Крайстчерч   | 377200                     |
| Данидин      | 104500                     |
| Нельсон      | 49300                      |
| Инверкаргилл | 48700                      |
| Тимару       | 28300                      |
| Бленхейм     | 26400                      |
| Ашбертон     | 19600                      |
| Рангиора     | 18400                      |
| Роллстон     | 16350                      |
| Квинстаун    | 15650                      |
| Ричмонд      | 15000                      |
| Mosgiel      | 13400                      |
| Оамару       | 13150                      |
| Каиапои      | 11850                      |

## Экономика
На Южном острове экономика ориентирована на туризм и развитие первичного сектора экономики, в частности, сельского хозяйства.
ВРП Южного острова оценивается в 61,5 млрд долларов в 2017 году, 22,7 % от национального ВВП Новой Зеландии.

### Энергетика
Южный остров является крупным центром по выработке электроэнергии, имеется развитая гидроэнергетика. В 2010 году остров произвёл 18,010 ГВтч электроэнергии, 41,5 % от общей выработки Новой Зеландии. Почти вся (98.7 %) электроэнергия острова вырабатывается на ГЭС.
Три крупные ГЭС острова, Уаитаки, Клута и Манапоури, вместе производят около 92 процентов электроэнергии на острове.

## Транспорт

Карта железнодорожной сети острова

### Автомобильный транспорт
Протяжённость автомобильных дорог острова составляет 4921 километр.

### Железнодорожный транспорт
Железнодорожная сеть имеет две основные линии: Главная Северная линия из Пиктона в Крайстчерч и на Главная Южная линии из Литтелтона в Инверкаргилл через Данидин.